# Stenosophrops convexopyga
Stenosophrops convexopyga är en skalbaggsart som beskrevs av Shuhei Nomura 1977. Stenosophrops convexopyga ingår i släktet Stenosophrops och familjen Melolonthidae. Inga underarter finns listade i Catalogue of Life.